# Rude Boy
A Rude Boy Rihanna barbadosi énekesnő harmadik kislemeze a 2009-es Rated R című lemezről. A szám dancehall, pop és R&B elemekből épül fel. Többségében pozitív kritikákat zsebelt be a szerzemény, viszont voltak, akiknek a monoton hangok miatt nem nyerte el tetszését a dal.

## Háttér
A szám a Rated R című album harmadik kislemezeként debütált 2010. február 9-én amerikai rádiókban, 19-én jelent meg CD kislemez formájában Írországban, 22-én pedig világszerte. A szám maga gyors tempójú, és a dance stílusjegyei egyeznek leginkább a szerzemény felépítésével.

## Élő előadások
Először a Pepsi Super Bowl Fan Jam on VH1 nevezetű rendezvényen adta elő dalát, 2010. február 4-én. A műsor alatt Hard és Russian Roulette című szerzeményeit is elénekelte. Februárban még az AOL Music Sessions és a The Ellen DeGeneres Show során került még elő a szám. A Rude Boy-t a Last Girl on Earth Tour és a Loud Tour során is előadta.

## Videóklip
Melina Matsoukas rendezte a videót, 2010 januárjában Hollywoodban. 2010 februárjában jelent meg a VEVO-n. A videóban rengeteg szín kapott szerepet.

## Dallista
| 1. | Rude Boy                           | 3:43 |
| 2. | Rude Boy (instrumentális változat) | 3:50 |

## Elért helyezések
| Slágerlista (2010)                       | Legjobb helyezés |
| ---------------------------------------- | ---------------- |
| Ausztrália (ARIA)                        | 1                |
| Ausztria (Ö3 Austria Top 75)             | 6                |
| Belgium (Ultratop 50 Flanders)           | 3                |
| Belgium (Ultratop 40 Wallonia)           | 3                |
| Csehország (IFPI)                        | 4                |
| European Hot 100 Singles                 | 2                |
| Dánia (Tracklisten)                      | 3                |
| Finnország (Suomen virallinen lista)     | 7                |
| Franciaország (SNEP)                     | 8                |
| Kanada (Canadian Hot 100)                | 7                |
| Magyarország (Single Top 10)             | 3                |
| Norvégia (VG-lista)                      | 3                |
| Szlovákia (IFPI)                         | 2                |
| UK Singles (The Official Charts Company) | 2                |
| US Billboard Hot 100                     | 1                |
| US Hot R&B/Hip-Hop Songs (Billboard)     | 2                |